# Paljettangara
Paljettangara (Tangara dowii) är en fågel i familjen tangaror inom ordningen tättingar.

## Utseende
Paljettangaran är en liten, aktiv och mycket vacker medlem av familjen. Den har unikt orangeaktig buk, koboltblå vingar och turkosfärgade paljettartade fläckar på bröst, kind och nacke. Ansiktet är vidare svart. Könen är lika.

## Utbredning och systematik
Fågeln förekommer i bergig regnskog i Costa Rica och västra Panama. Den behandlas som monotypisk, det vill säga att den inte delas in i några underarter.

## Levnadssätt
Paljettangaran hittas i skogar och skogsbryn. Den ses ofta i par, deltagande i kringvandrande artblandade flockar. Födan består av frukt.

## Status
Trots det begränsade utbredningsområdet och att den tros minska i antal anses beståndet vara livskraftigt av internationella naturvårdsunionen IUCN.  Beståndet uppskattas till i storleksordningen 50 000 till en halv miljon vuxna individer.

## Namn
Fågelns vetenskapliga artnamn hedrar John Melmoth Dow (1827-1892), amerikansk kapten, upptäcktsresande, naturforskare och samlare av specimen.